# Oskar Eberhard Ulbrich
Oskar Eberhard Ulbrich (17 septembre 1879, Berlin – 4 novembre 1952) est un botaniste et mycologue allemand.

## Biographie
Il a étudié les sciences naturelles à l'Université de Berlin, où ses instructeurs étaient notamment Adolf Engler (1844-1930) et Simon Schwendener (1829-1919). En 1926, il est devenu conservateur et professeur au Musée botanique de Berlin, dont il fut nommé en 1938 directeur de la Hauptpilzstelle.
Connu pour ses recherches intrafamiliales des familles botaniques Amaranthaceae, Chenopodiaceae et Caryophyllaceae, il a subdivisé en 1934 la famille des Chénopodiacées en huit sous-familles : Salicornioideae, Polycnemoideae (en), Chenopodioideae, Salsoloideae (en), etc.,
En 1911, il introduit l'utilisation de schémas en couleurs pour indiquer les aires de répartition géographiques sur les spécimens et fascicules d'herbier.
Le genre de plantes Ulbrichia de la famille des Malvaceae lui a été dédié par le botaniste allemand, Ignatz Urban (1848-1931).

## Œuvres
- Die höheren Pilze: Basidiomycetes, troisième édition 1928 (avec Gustav Lindau 1866-1923) - Champignons supérieurs, Basidiomycetes.
- Pflanzenkunde, 1920[6]
- Chenopodiaceae. - In: Adolf Engler & Karl Anton Eugen Prantl: Die natürlichen Pflanzenfamilien, deuxième édition. volume 16c: S.379-585, Duncker & Humblot, Berlin 1934[7].